# Ficus meizonochlamys
Ficus meizonochlamys là một loài thực vật thuộc họ Moraceae. Đây là loài đặc hữu của Cuba.